# バスケットボールU-21世界選手権
バスケットボールU-21世界選手権（FIBA U-21 World Championship）は、国際バスケットボール連盟が主催していたバスケットボールの国際大会である。

## 歴史
22歳以下の大会として、男子は1993年にヤングメン世界選手権、女子は2003年にヤングウーメン世界選手権として第1回大会が開催され、それぞれ4年に1度行われている。
2001年の男子大会は、日本のさいたまスーパーアリーナで開催された。
2005年の男子大会より年齢が21歳以下に引き下げられ、大会名もサッカーのようなU-21という名称に変わった。
2007年に年代別各大会の再編が行われ、U-21はU-19へ統合される形で終了となった。
日本は男子が2001年のヤングメンに出場し、11位であった。一方、女子は2007年のU-21に出場し、10位であった。

## 歴代開催国・優勝国

### 男子（旧ヤングメン）
| 開催年 | 開催国         | 優勝           | スコア | 準優勝       | 3位            |
| ------ | -------------- | -------------- | ------ | ------------ | -------------- |
| 1993年 | スペイン       | アメリカ合衆国 |        | フランス     | ブラジル       |
| 1997年 | オーストラリア | オーストラリア |        | プエルトリコ | ユーゴスラビア |
| 2001年 | 日本           | アメリカ合衆国 |        | クロアチア   | アルゼンチン   |
| 2005年 | アルゼンチン   | リトアニア     | 65-63  | ギリシャ     | カナダ         |

### 女子（旧ヤングウーメン）
| 開催年 | 開催国     | 優勝           | スコア | 準優勝         | 3位      |
| ------ | ---------- | -------------- | ------ | -------------- | -------- |
| 2003年 | クロアチア | アメリカ合衆国 |        | ブラジル       | フランス |
| 2007年 | ロシア     | アメリカ合衆国 |        | オーストラリア | フランス |